# Bundesautobahn 643

Mainzer Ring

La Bundesautobahn 643, abbreviata anche in A 643, è una breve autostrada tedesca della lunghezza di 8 km che collega la città di Wiesbaden (e l'autostrada A 66) con l'autostrada A 60; funge anche da tangenziale per la città di Magonza.

## Percorso
| A 643 |           |                      |       |                |                |
| Tipo  | n° uscita | Indicazione          | km    | Corrispondenze | Strada europea |
|       |           | Inizio Autostrada    | 300,0 |                |                |
|       | 1         | Wiesbaden Dotzheim   | 299,6 |                |                |
|       | 2         | Schiersteiner Kreuz  | 298,5 |                |                |
|       | 3         | Wiesbaden Äppelallee | 297,5 |                |                |
|       | 4         | Mainz-Mombach        | 296,0 |                |                |
|       | 5         | Mainz-Gonsenheim     | 293,7 |                |                |
|       | 6         | Dreieck Mainz        | 291,9 |                |                |